# 張俊 (武将)
張 俊（ちょう しゅん、元祐元年（1086年）- 紹興24年7月2日（1154年8月12日））は、中国北宋末期・南宋初期の武将。字は伯英。秦州三陽寨（現在の甘粛省天水市麦積区）の出身。本貫は秦州成紀県（現在の甘粛省天水市秦安県）。

## 経歴
少年時代は匪賊に属していたが、16歳の時に地元の軍の弓箭手募集に応じ、西夏・金との戦いに参加する。靖康の変の際には太原府にて金軍を防いでいたが脱出して高宗に仕えて、金軍との戦いを継続して戦功を重ねた。紹興年間に入ると、岳飛と並ぶ有力な軍閥の領袖としての地位を築くが、秦檜が金との紹興の和議を提案した際には、これに反対する岳飛との対抗意識からこれに賛同して、秦檜とともに岳飛を罪に陥れた。この功績によって枢密使に任ぜられたが間もなく罷免された。
有能な軍人であったが、配下の兵は粗暴でたびたび殺人などの問題を起こした。また、自身も靖康の変の混乱に乗じて多くの荘園を獲得し、失脚後も裕福な晩年を送った。そして、秦檜夫妻とともに岳飛を死においやった黒幕として知られ、後に岳飛に同情する人々によって岳飛の墓の前に秦檜夫妻とともに跪く張俊の像が作られた。